# Choerodon cyanodus
Choerodon cyanodus (Richardson, 1843) è un pesce d'acqua salata appartenente alla famiglia Labridae.

## Habitat e Distribuzione
È un pesce legato alle barriere coralline, ed è comune soprattutto nell'Indo-Pacifico, lungo le coste di Sri Lanka e Australia, in Nuova Caledonia, lungo le Isole Ryukyu e in Nuova Guinea. È molto frequente lungo la Penisola di Capo York e Shark Bay. Vive soprattutto nelle zone con substrato roccioso, ma si trova anche nelle zone ricche di vegetazione acquatica o di sabbia e detriti. In alcuni casi lo si trova tra le posidonie, soprattutto gli esemplari giovanili.

## Descrizione
Presenta un corpo compresso lateralmente, non particolarmente alto né allungato, con il dorso abbastanza convesso e la testa non molto appuntita. Le pinne sono ampie, la pinna caudale non è biforcuta, mentre la pinna anale e la pinna dorsale sono piuttosto alte. Non supera i 70 cm. La livrea non è appariscente, tende al marrone chiaro con delle fasce leggermente più scure; non cambia particolarmente nel corso della vita del pesce. Presenta sfumature bluastre sulle pinne.

## Biologia

### Alimentazione
Ha una dieta composta quasi unicamente da varie specie di molluschi che vivono non molto in profondità.

### Riproduzione
È oviparo ed ermafrodita; la fecondazione è esterna. Durante le deposizione delle uova, che avviene tra dicembre e febbraio, gli esemplari di questa specie si riunisce in piccoli gruppi. Non ci sono cure verso le uova.

## Conservazione
Questa specie è classificata come "a rischio minimo" (LC) dalla lista rossa IUCN perché nonostante venga pescata abbastanza frequentemente è abbastanza comune. Comunque in Australia la sua pesca viene regolamentata ed è stata stabilita la lunghezza minima di 40 cm per la cattura.